# Histoires courtes du Scrameustache
 (janvier 2024).
Si vous disposez d'ouvrages ou d'articles de référence ou si vous connaissez des sites web de qualité traitant du thème abordé ici, merci de compléter l'article en donnant les références utiles à sa vérifiabilité et en les liant à la section « Notes et références ».
 (janvier 2024).

## Superdindon
Huitième histoire de la série Le Scrameustache de Gos. Elle est publiée pour la première fois [Quand ?] dans le no 2121 du journal Spirou.

### Synopsis
Peu avant noël, le scrameustache croise un petit garçon triste à l'idée qu'on mange son dindon. Afin de le consoler, il lui promet de faire appel à "Superdindon".

## Ramouchas en péril
Treizième histoire de la série Le Scrameustache de Gos. Elle est publiée pour la première fois [Quand ?] dans le no 2305 du journal Spirou.

### Synopsis
Yammouth et Pilili constate une étrange recrudescence de quasi-noyade chez les ramouchas, et découvriront le coup monté à l'origine de tout cela.

## Le Satellite fou
Quatorzième histoire de la série Le Scrameustache de Gos. Elle est publiée pour la première fois [Quand ?] dans l'Album+ no 4 du journal Spirou.

## Histoire sans titre
Dix-neuvième histoire de la série Le Scrameustache de Gos et Walt. Elle est publiée pour la première fois [Quand ?] dans le no 2542 du journal Spirou.

## Histoire sans titre (2)
Vingt-et-unième histoire de la série Le Scrameustache de Gos et Walt. Elle est publiée pour la première fois [Quand ?] dans le no 2592 du journal Spirou.

## Histoire sans titre (3)
Vingt-septième histoire de la série Le Scrameustache de Gos et Walt. Elle est publiée pour la première fois [Quand ?] dans le no 2837 du journal Spirou.